# Iglesia de Santiago el Mayor (Guadalajara)
La iglesia de Santiago es un templo católico de la ciudad española de Guadalajara. Se encuentra bajo la advocación de Santiago el Mayor.

## Historia
Fue la iglesia del antiguo convento de Santa Clara. Se trata de un edificio del siglo XIV, con algún aditamento posterior y una restauración moderna que ha devuelto al templo su carácter originario. El claustro data del año 1837, regentado por las clarisas.
El convento de Santa Clara fue fundado por la infanta Berenguela, hija de Alfonso X de Castilla y más tarde, en 1299, asentado en el lugar definitivo gracias a la infanta Isabel, señora de Guadalajara, hija de Sancho IV y de María de Molina.
La iglesia se construyó hacia la segunda decena del siglo XIV. Hoy es lo único que subsiste del antiguo convento, pues una vez se marcharon las monjas clarisas en 1912 a Valencia, se construyó un hotel sobre el edificio monasterial, conservándose así la portada y el claustro, que posteriormente fueron definitivamente desmontados y trasladados a una finca de Madrid, propiedad de la familia Figueroa. Esta misma familia donó el templo clariso a la ciudad, para que en él se instalara la parroquia de Santiago.
El 4 de abril de 1972 durante las obras de restauración, sufrió un grave accidente cuando se hundió una pared con unos cuarenta metros cuadrados de muro.